# August Thieme (Dichter)
Gotthard Christian August Thieme (* 26. Februar 1780 in Allstedt; † 13. Juni 1860 ebenda) war ein deutscher Dichter.

## Leben
Er stammte aus dem ernestinischen Amt Allstedt und gehörte zum weimarischen Dichterkreis und reüssierte zunächst in Russland und Finnland als Lyriker, Dramatiker und Essayist, bevor er, zurückgezogen in seiner Heimatstadt Allstedt, als einer der „Stillen im Lande“ ein umfangreiches lyrisches Werk produzierte. Ungeachtet des vorherrschenden idyllischen Tones seiner späten Dichtung, war Thieme, dem ein Rezensent 1808 eine „ächt-altklassische Gediegenheit“ bescheinigte, auch offen für formale Experimente; zum Beispiel in dem Gedicht Der Dampfer (1847).
Thieme wurde als dritter Sohn des Diakons Gottfried Thieme in Allstedt geboren. Nach dem Besuch der Rektoratsschule in Allstedt und der Klosterschule Roßleben studierte er von 1798 bis 1801 Philosophie und Theologie an der Universität Halle und in Jena, wo er auch Mitglied der Lateinischen Sozietät war. Auf Anraten Herders ging er 1801 als Hauslehrer auf die von Daehnschen Güter bei Friedrichsham in Finnland, war 1803 bis 1804 Oberlehrer an der Katharinenschule in Petersburg und heiratete dort seine Cousine Luise Wahl. Von 1805 bis 1811 war er von der Kaiserlichen Universität Dorpat als Schulinspektor des Finnischen Gouvernements für Wiborg und Kexholm berufen. 1811 kehrten er und seine Familie, bedingt durch die Erkrankung seiner Mutter, nach Thüringen zurück, wo er zunächst für kurze Zeit das Diakonat von Lobeda, später (1813) das von Ilmenau übernahm. 1817 wurde er von der Universität Jena zum Lizenziaten der Theologie ernannt. Im Jahre 1822, als Thieme – nachdem er in seinen Predigten zu verstehen gegeben hatte, dass er „fürs Volk“ und nicht „für die Honoratioren zu predigen berufen“ sei – wegen „ungebührlichen“ Verhaltens gegen das Weimarer Oberkonsistorium versetzt werden sollte und deshalb beschloss, den Pfarrerberuf aufzugeben, um sich ganz dem Schriftstellerberuf zu widmen, erhielt er einen Ruf als Diakon in seine Geburtsstadt Allstedt, dem er folgte. Nach dem Tod seiner Frau Luise (1843) heiratete er (1845) seine Schülerin Julie von Broizem. Er starb dort in der Nacht vom 12. auf den 13. Juni 1860.

## Leistungen
Seine „Glanzzeit“ erlebte Thieme in seinen Petersburger Jahren, wo er mit Schillers Schwager, Baron Wilhelm von Wolzogen, der sich damals als Herzoglich Weimarischer Gesandter in St. Petersburg aufhielt, dem Weltumsegler Adam Johann von Krusenstern und dem Astronomen Friedrich Theodor von Schubert einen literarisch-wissenschaftlichen Zirkel bildete.
Weitere Besucher dieser Abende waren u. a. der 1835 als Vizepräsident der Petersburger Akademie der Wissenschaften verstorbene Heinrich Friedrich von Storch und die Dichter Ludwig Heinrich von Nicolay, Friedrich Maximilian von Klinger und August von Kotzebue. Mit diesen und anderen Geistesgrößen seiner Zeit führte Thieme auch einen regen Briefwechsel.
Zu dieser Zeit war Thieme einer der herausragenden Mitarbeiter der von den „deutschen Dichtern im Norden“ herausgegebenen Zeitschrift Ruthenia; daneben schrieb er eine finnische Grammatik sowie schulpädagogische Programme; auch behandelte er mehrere Stoffe aus der russischen Geschichte dramatisch. Eines dieser Stücke, Peter der Erste bei Pultawa, wurde am deutschen Theater in Petersburg aufgeführt, bald darauf jedoch verboten und konfisziert. Über sein 600 Verse umfassendes Poem Finnland (1808) schrieb ein anonymer Rezensent 1808 in der Oktober-Nummer von Ruthenia: „Wäre der Verfasser, der sich übrigens selbst in diesen Blättern schon auf das rühmlichste gezeigt hat, auch noch ganz unbekannt; er würde sich durch diese einzige Arbeit als einen neuen Genius der Poesie und Beredsamkeit ankündigen. Mit wahrhaft genialischem Schwunge erhebt sich der Flug seiner Phantasie in Finnlands Gefilden; immer sinnend und malend, alles mit den stärksten Gefühlen ergreifend, was ein dichterischer Geist in einer Landschaft malenden Poesie nur aufzufassen und darzustellen im Stande ist. Wie ein Waldstrom, jetzt stürmend, und wiederum bald angenehm rieselnd, sich dahin ergießt; so fließt der Strom seiner Rede. Uns dünkt, der Verfasser verdient nicht nur Achtung und Bewunderung, sondern auch schon deshalb die Krone, da er der erste ist, welcher zeigt, wie auch Finnland poetisch-erhaben besungen werden könnte.“
Im selben Jahr hatte Thieme in einem Aufsatz über die Mythologie der alten Finnen versucht, „aus dem großen Chaos der Runen eine Übersicht des Ganzen zu verschaffen“, in der Hoffnung, dass „es ein junger Ovid übernehme, das Einzelne zu einem schönen Ganzen zu vereinen und diese nordischen Spätblüten mit südlicher Phantasie aufzuwärmen“ – ein Programm, das 1835 Elias Lönnrot mit seiner Kompilation des finnischen Nationalepos Kalevala durchführte.
Nach seiner Rückkehr nach Deutschland war Thieme mit dem Weimarischen Legionsrat und Satiriker Johannes Daniel Falk befreundet, welcher an der von ihm bereits 1819 projektierten Herausgabe der Thiemeschen Gedichte nur durch den Tod verhindert wurde. Er hatte auch Kontakt mit Johann Wolfgang von Goethe, der den mit Thieme gleichfalls befreundeten Bergrat Johann Karl Wilhelm Voigt häufig in Ilmenau zu besuchen pflegte. Unter dem 8. Mai 1822 erwähnt der Weimarer Kanzler Friedrich von Müller ein Gespräch mit Goethe „über religiöse Gegenstände, veranlaßt durch Thiemens Geschichte“.
Während seines mittleren und höheren Alters widmete er sich – zeitweise im Gespräch mit Lorenz Oken – dem Studium der Naturwissenschaften, und fand, wie Alfred von Wolzogen in seinem Vorwort zur 2. Auflage der Gedichte (Naumburg 1855) schreibt, „in einem idyllisch-beseligenden Familienleben voll stiller, nur seinem nächsten Umgange bekannter dichterischer Tätigkeit Ersatz für die in Russland abgeschlossene glänzendere Lebenslaufbahn.“ Doch „die Meisterschaft des Dichters im lyrischen Fache“ war Thiemes Zeitgenossen keineswegs entgangen. Karl Müller hat sie in der Halleschen Allgemeinen Literatur-Zeitung 1849 in seiner Rezension der 1. Auflage der Gedichte (Berlin 1848) entsprechend gewürdigt und Thiemes Zurückhaltung als poetisches Programm gedeutet: „Er [ist] im vollen Sinne des Wortes ein Dichter für die Hütten, nicht für den Palast wie Göthe. Mit anderen Dichtern wissen wir ihn durchaus nicht zu vergleichen; doch steht jeder dieser drei Dichter im höchsten Grade selbständig da, jeder hat einen Vorzug vor dem andern: Göthe besitzt das Plastische der Idee, Schiller die Meisterschaft der Form, Thieme die Unmittelbarkeit, über welcher, wie über der grünen Natur, ein unaussprechlicher Friede schwebt.“
Thieme selbst formuliert sein poetisch-politisch-pädagogisches Credo in einem Brief an Alfred v. Wolzogen vom 17. Januar 1848: „Ich rede nicht dithyrambisch, nicht libertinisch, nicht kirchenfarbig, nicht kannegießerisch, nicht à la Herwegh, nicht à la Lichnowsky, ich male den Teufel nicht an die Wand durch Blutigmund, ich erzähle nicht von der Epilepsie in Madrid und Neapel – ich suche die ungeheure Kluft zwischen den Intelligenzen zu füllen; ich treibe die Lehre der Gleichungen und mache, wo möglich, aus der ganzen verfluchten Politik ein heitres Gedicht!“

## Werke

### Wissenschaft
- Grammatik der finnischen Sprache, unveröffentlicht, wahrscheinlich Wiborg 1804
- "Über den Wohnsitz der alten Finnen", in: Ruthenia 1807, Bd. 2, Mai, S. 34–40
- "Mythologie der alten Finnen", in: Ruthenia 1808, Bd. 1, März, S. 230–232, April, S. 257–271
- "Finnische Sprüchwörter", in: Ruthenia 1810, Bd. 1, Februar, S. 85–94
- "Die Ableitung des Saimasee's", in: Ruthenia 1810, Bd. 1, März, S. 171–177
- Schulprogramme

### Aufsätze
- Zugabe zu dem Wiburgschen Schulprogram: Finnland, St. Petersburg 1808. [Faksimile in: August Thieme: Finnland, Aue-Stiftung, Helsinki 2012]
- Aufsätze in Ruthenia (1807, Bd. 3, November, S. 209–218: "Blätter aus meiner Schreibtafel"; 1810, Bd. 2, Mai, S. 19–31: "Blätter aus meiner Schreibtafel"; 1811, Bd. 1, März, S. 214–223: "Zwey Briefe über Satyre")
- Dem Herrn Doctor August Wilhelm Tappe und Fräulein Henriette von Dannenberg in Wiborg bei ihrer Vermählung [...], St. Petersburg 1807
- "Als der Schauspieler G. in St. Petersburg 1809 den Macbeth [...] gespielt", in: Taschenbuch für Theater und Theater Freunde, St. Petersburg 1814, S. 200–203
- "An Friedrich Albert Gebhard, als derselbe schnell hintereinander den Macbeth und den Landjunker auf dem Kaiserlichen Theater in St. Petersburg gespielt", 1809, in: Esthonia, 1. April 1829, Nr. 23, S. 182–183
- Aufsätze in Roehrs Predigerbibliothek
- Aufsätze im Kritischen Journal von Alt, Hamburg
- Drei Predigten und zwei aus der Ilmenauer Kirche, Ilmenau 1822
- Die Ironie des theologischen Katheders, Altenburg 1830

### Dramen
- Rurik einaktiges Drama (in: Ruthenia 1807, Bd. 3, Dezember-Heft, S. 255–280)
- Rußlands Friedensfeier, Petersburg (in: Ruthenia 1807, Bd. 2, August-Heft, S. 257–271)
- Peter der Erste bei Pultawa, Petersburg (in: Ruthenia 1808, Bd. 1, Januar-Heft, S. 1–33; Februar-Heft, S. 88–106)

### Gedichte
- Finnland. Bei Gelegenheit des öffentlichen Examens der Kreisschulen zu Wiburg und Kexholm im Jul. 1808, Sankt Petersburg o. J. [1808], 23 S. [Faksimile in August Thieme, Finnland, Aue-Stiftung, Helsinki 2012]
- Gedichte, in Ruthenia (1807, Bd. 2, September, S. 1–2; 1808, Bd. 1, Juni, S. 81–83; 1809, Bd. 3, September, S. 1–4; Oktober, S. 79–81; 1810, Bd. 1, April, S. 249–263)
- Gedichte, in Nordischer Almanach für das Jahr 1809, oder: Nordisches Taschenbuch für 1809 (Hg. Friedrich Bernhard Albers), Riga 1809, S. 135–137, 141–142, 145–149, 159–162, 165–166, 175–176, 182–183, 185–188
- Gedichte, in Wega. Ein poetisches Taschenbuch für den Norden (hrsg. von Ulrich von Schlippenbach), Mitau 1809, S. 42–43, 92–93, 100–104, 115–116, 122, 125–126
- Waldsträuße, Weimar 1819 [diese erste Sammlung von Gedichten Thiemes ist wegen des Todes des Herausgebers, Johannes Falk, nicht erschienen]
- Gedichte, Vorwort von Alfred von Wolzogen, Berlin 1848 [enthält auch die "Vorrede zu den Waldsträußer von Dr. August Thieme" von Johannes Falk]
- Neue Gedichte, Merseburg 1850
- Gedichte, Hg. Alfred von Wolzogen, Naumburg (Saale) 1855